# Henri Petri

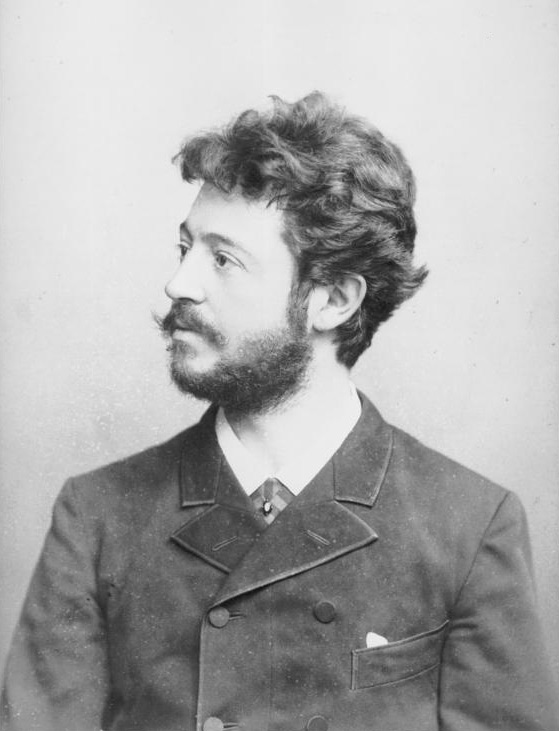
Henri Petri.

Henri Wilhelm Petri, född 5 april 1856 i Zeist vid Utrecht, död 7 april 1914, var en nederländsk violinist.
Petri, som var lärjunge till Joseph Joachim, framträdde som violinist och dirigent i London, och verkade därefter som konsertmästare i Sondershausen, Hannover, Leipzig och Dresden samtidig med att han företog konsertresor runt om i Europa.